# Hollander (buurtschap)
Hollander is een buurtschap bij Heythuysen in de gemeente Leudal, in de Nederlandse provincie Limburg. Tot 2007 viel deze onder de gemeente Heythuysen. De buurtschap is genoemd naar een van de ontginners van het gebied, die de naam Hollander droeg.
Hollander is gelegen in de Peel op ongeveer vijf kilometer ten noordwesten van Heythuysen en vier kilometer ten zuidwesten van Heibloem. Het gebied rond de huidige buurtschap, op oude kaarten aangeduid als de Hooge Peel, was tot in het begin van de 20e eeuw nog niet ontgonnen. Het is nu een agrarische gemeenschap bestaande uit circa vijftien boerderijen met uitgestrekte landbouwkavels, begrensd door verschillende Peelrestanten waaronder in het noorden de Nederpeel en in het westen De Zoom. Ten zuiden van de buurtschap stroomt de watergang de Vissensteert, die de begrenzing vormt met de buurtschap Heide.
Qua adressering valt de buurtschap volledig onder de woonplaats Heythuysen.
Dorpen: Baexem · Buggenum · Ell · Grathem · Haelen · Haler · Heibloem · Heythuysen · Horn · Hunsel · Ittervoort · Kelpen-Oler · Neer · Neeritter · Nunhem · Roggel

Buurtschappen: Aan de Bergen · Aan het Broek · Achter het Klooster · Asbroek · Beekkant · Berik · Blenkert · Brumholt · Caluna · Castert · De Horck · Dries · Eiland · Eind · Ellerhei · Gendijk · Geneijgen · Gerhegge · Haelense Broek · Hanssum · Heiakker · Heide (Heythuysen) · Heide (Roggel) · Heioord · Heugde · Hoek · Hollander · Hoogschans · Hoogstraat · De Horck · Kappert · Karreveld · Keizerbos · Kinkhoven · Laak · Maxet · Mortel · Nijken · Op de Bos · Ophoven · Overhaelen · Roligt · Santfort (deels) · Schaapsbrug · Schans (Ell) · Schans (Roggel) · Schillersheide · Smidstraat · Strubben · Uffelse · Venne · Vestjenshoek · Vlaas · Waije

Voormalige gemeenten: Haelen · Heythuysen · Hunsel · Roggel en Neer

Limburg: Steden en dorpen      Nederland: Provincies · Gemeenten